# Luigi Giampietro
Luigi Giampietro (Napoli, 13 febbraio 1861 – Roma, 27 maggio 1950) è stato un magistrato e politico italiano, Senatore del Regno d'Italia.

## Biografia

### Le origini e la formazione
Figlio di Raffaele Giampietro e Maria Mazzacane. In gioventù visse a Brienza, in Basilicata.
Laureatosi in Giurisprudenza, si iscrisse nel 1885 all'albo dei procuratori della corte d'appello di Napoli.
Nel 1927 si sposò con Teresa Dolcini.

### L'ingresso nella magistratura
Nell'ottobre 1886 entrò nella magistratura italiana come uditore giudiziario. Nel 1896 fu sostituto procuratore presso il tribunale di Roma; nel 1904 è procuratore del Re del tribunale di Catanzaro e nel 1906 di quello di Bari, infine nel 1913 sostituto procuratore generale presso la Cassazione. Diviene Procuratore Generale presso la Corte di appello di Roma (12 febbraio 1922-11 marzo 1923). Nel settembre dello stesso anno venne nominato Capo di Gabinetto del Ministero della giustizia, con in ministro Aldo Oviglio, divenne poi procuratore generale presso la Corte di appello dell'Aquila (22 febbraio 1924-5 febbraio 1925).

#### L'azione in Sicilia
Il 5 febbraio 1925 venne inviato come procuratore generale presso la Corte di appello di Palermo; la nomina fu voluta, unitamente a quella di Cesare Mori come prefetto, direttamente da Mussolini nell'ambito della sua strategia di lotta dura alla mafia, per assicurarsi che anche le condanne fossero esemplari. L'azione di repressione di Mori trovò quindi la piena collaborazione sul piano giudiziario del  procuratore Giampietro, grazie allo spregiudicato uso del confino e dell'applicazione ai mafiosi della accusa di associazione a delinquere.
Giampietro restò a Palermo nell'incarico fino al 13 febbraio 1931, quando lasciò la magistratura per limiti d'età e solo allora prese la tessera del PNF.

### La carriera politica
Nel frattempo il 22 dicembre 1928 era stato nominato Senatore del Regno (nomina convalidata il 6 maggio 1929), e insieme a lui anche Mori. 
Fu presidente della Commissione del Senato per le petizioni (19 maggio 1937 - 2 marzo 1939) e da quella data membro della Commissione Interni e Giustizia. Rimase al Senato fino alla sentenza di decadenza nel gennaio 1946.